# Ozploitation
Un film d'Ozploitation est un film d'exploitation — une catégorie de film d'horreur, de comédie, de sexploitation et d'action à petit budget — réalisé en Australie après l'introduction de la classification R en 1971.

## Caractéristiques
L'Ozploitation est souvent considérée comme une vague plus petite au sein de la Nouvelle Vague, couvrant un large éventail de genres allant de la sexploitation aux films de motards, en passant par l'horreur et même les arts martiaux,.
L'origine du terme « Ozploitation » est attribuée au documentaire Not Quite Hollywood : The Wild, Untold Story of Ozploitation, un documentaire sorti en 2008 qui explore les films d'Ozploitation réalisés pendant la Nouvelle Vague australienne. Le film comprend des interviews de nombreuses personnalités impliquées dans l'Ozploitation, ainsi que de fans du genre, dont le réalisateur américain Quentin Tarantino, qui a inventé l'expression « Aussiesploitation », que le réalisateur Mark Hartley a ensuite raccourcie en « Ozploitation ».
La production de films d'horreur australiens triple, passant de moins de 20 films dans les années 1990 à plus de 60 films entre 2000 et 2008.